# Пикило
Пикило (на гръцки: Ποικίλο Όρος, на старогръцки: Ποικίλον ὄρος) е южно разклонение на Парнита и свързващо звено с крайното ѝ южно разклонение – Егалео. Дължината на планината е 11 km.
Планината се намира на северозапад-запад от Атина. До края на XIX век Пикило е залесена, а в по-ниските си части обхваната от лозя, маслинови и други овощни дървета. Гората е изсечена за огрев през XX век и днес планината е като цяло оголена. Основен замърсител на планината и околността е рафинерията в подножието ѝ, която е най-голямата в Гърция и е собственост на Hellenic Petroleum (на гръцки: Ελληνικά Πετρέλαια Α.Ε.).
През Пикило преминава древният свещен път, свързващ Атина с Елевсина. По пътя през планината са манастирът Дафни, на мястото на езическото светилище на Аполони Дафне и храмът на Афродита. Единственият извор, през който преминавало северното разклонение на свещения път, е Застани, което днес се намира под автомагистрален път.
В подножието на Пикило се намират Хайдари, Перистери, Петруполи, Каматеро. 